# پلنت پیرسون
پلنت پیرسون (انگلیسی: Plenette Pierson؛ زادهٔ ۳۱ اوت ۱۹۸۱) بازیکن بسکتبال اهل ایالات متحده آمریکا است.
از باشگاه‌هایی که در آن بازی کرده‌است می‌توان به فینکس مرکوری اشاره کرد.